# Thực tập sinh (phim)
Thực tập sinh (tiếng Anh: The Internship) là một phim hài Mỹ 2013 được đạo diễn bởi Shawn Levy, biên kịch Vince Vaughn và Jared Stern, và được sản xuất bởi Vaughn và Levy. Vince Vaughn và Owen Wilson vào vai hai người bán hàng mới mất việc phải cạnh tranh với những người trẻ hơn và nhiều hiểu biết công nghệ hơn để có được công việc tại Google. The Internship là bộ phim thứ hai mà Vaughn và Wilson vào vai chính, sau bộ phim năm 2005 Wedding Crashers; bộ đôi này cũng từng góp mặt trong bộ phim 2004 Starsky & Hutch. Đây cũng là lần thứ hai Levy, Vaughn, và Stern có hợp tác với nhau sau phim The Watch năm 2012, và là lần thứ ba của Levy và Wilson sau hai phần của Night at the Museum. Địa điểm chính của bộ phim là Googleplex, trụ sở chính của Google tại Mountain View, California, ngoài ra còn có nhiều cảnh của phim được quay tại Atlanta, Georgia, ở Học viện Công nghệ Georgia.

## Diễn viên
- Vince Vaughn vai Billy McMahon
- Owen Wilson vai Nick Campbell
- Josh Brener vai Lyle Spaulding
- Dylan O'Brien vai Stuart Twombly
- Tiya Sircar vai Neha Patel
- Tobit Raphael vai Yo-Yo Santos
- Rose Byrne vai Dana Simms
- Max Minghella vai Graham Hawtrey
- Aasif Mandvi vai Mr. Roger Chetty
- Josh Gad vai Andrew Anderson ("Headphones")
- Eric André vai Sid
- John Goodman (uncredited) vai Sammy Boscoe
- Jessica Szohr vai Marielena Gutierrez
- Bruno Amato vai Sal
- B. J. Novak vai Người phỏng vấn nam
- Rob Riggle vai Randy
- Joanna García vai Megan[3]
- Will Ferrell (uncredited) vai Kevin
- Sergey Brin (cameo) vai chính mình